# پور ونیر
پور ونیر (به اسپانیایی: Porvenir) یک شهرستان در شیلی است که در تیه‌را دل فوئگو واقع شده‌است. پور ونیر ۶٬۹۸۲٫۶ کیلومتر مربع مساحت و ۵٬۹۰۷ نفر جمعیت دارد و ۱۷ متر بالاتر از سطح دریا واقع شده‌است.

## نگارخانه

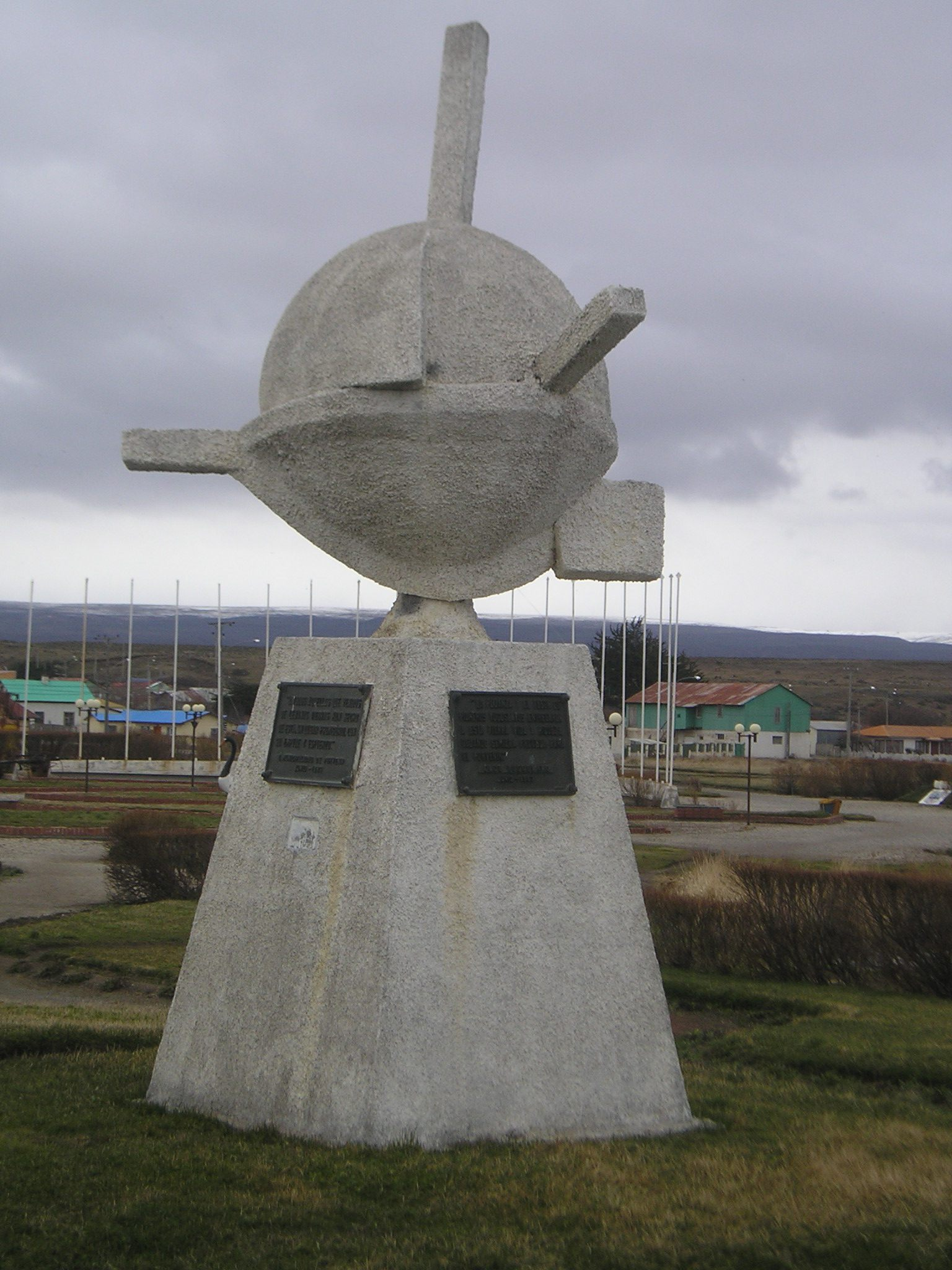
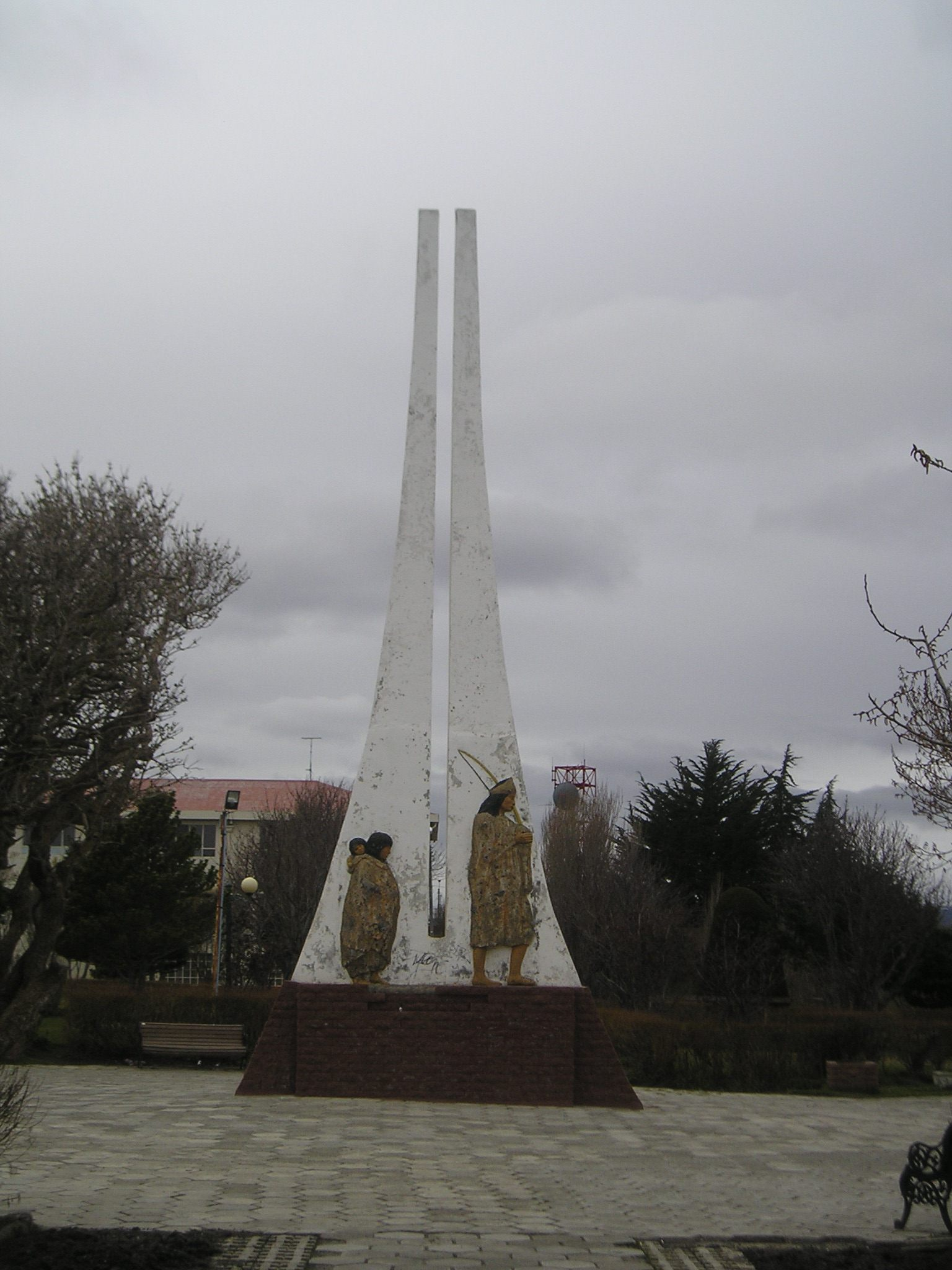
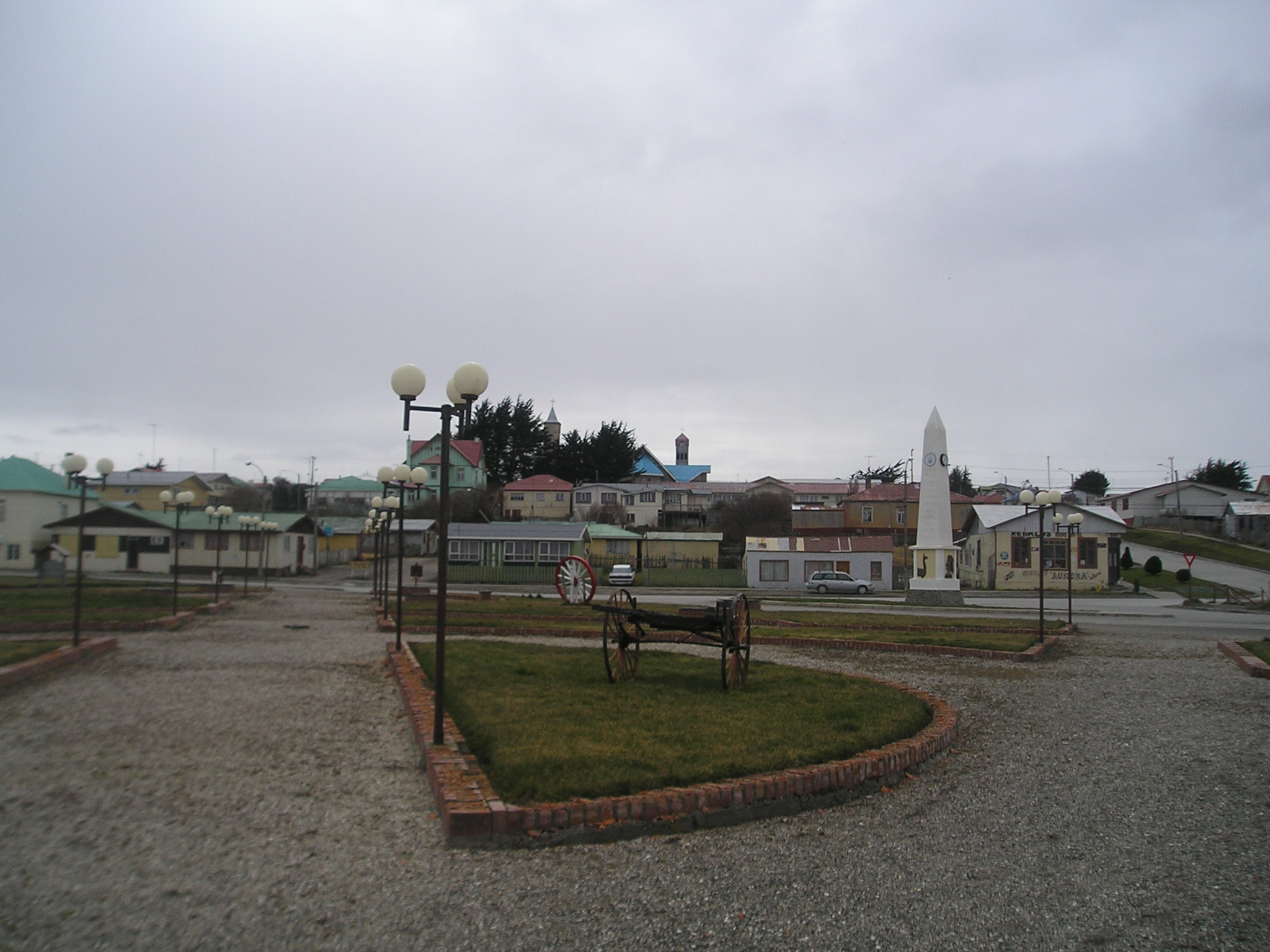
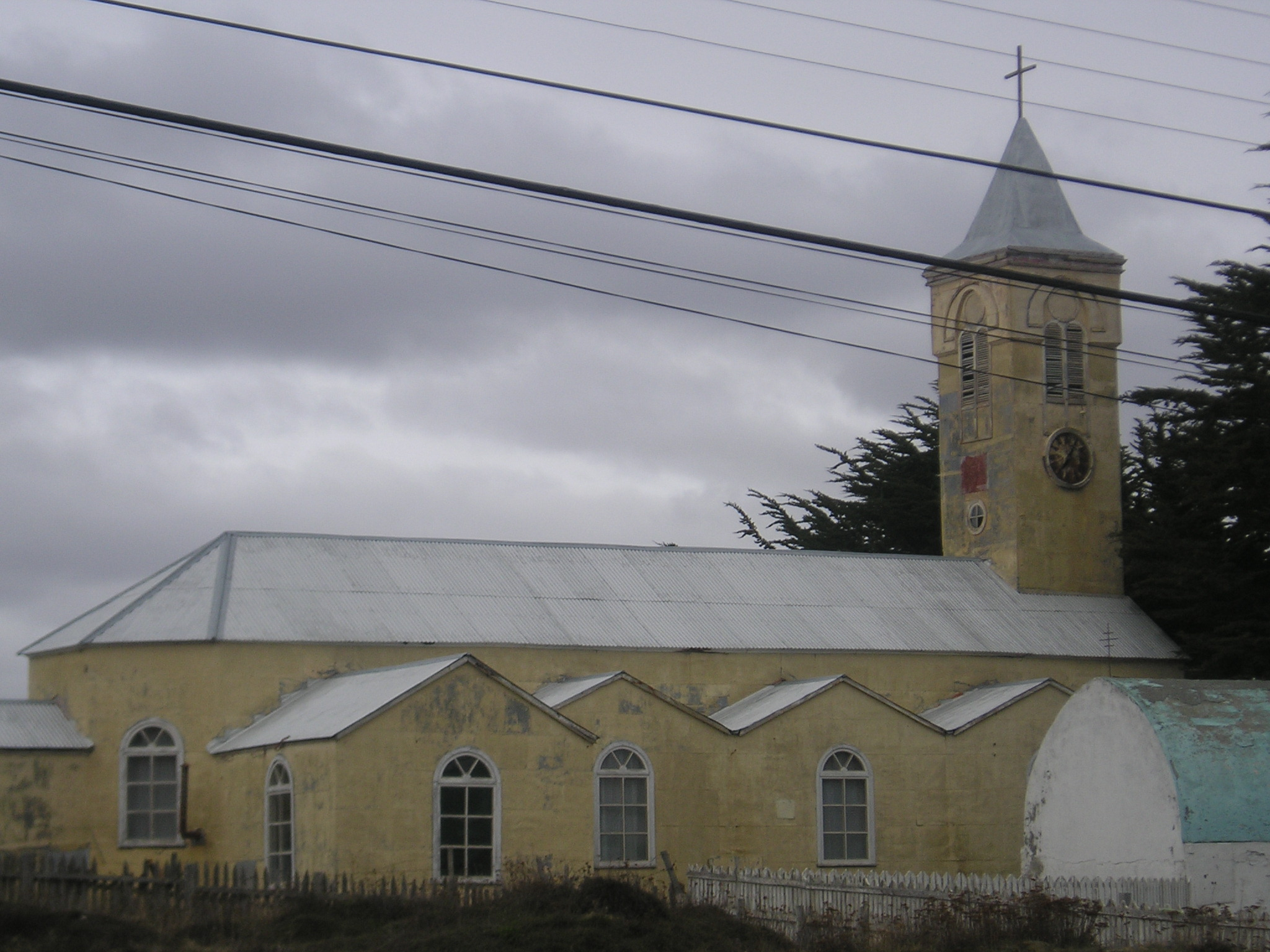
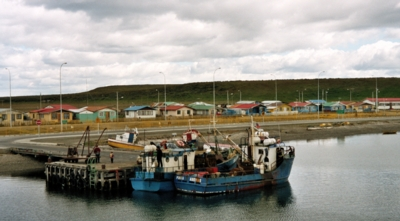